# Chrysophyllum durifructum
Chrysophyllum durifructum là một loài thực vật có hoa trong họ Hồng xiêm. Loài này được (W.A.Rodrigues) T.D.Penn. mô tả khoa học đầu tiên năm 1990.